# Даґаз

Даґаз

Даґаз (англ. Dagaz) — двадцять третя руна германського Старшого (першого) Футарка. Відповідає кириличній літері Д і латиничній D. Назва руни означає «день» або «світанок».
Пряме примордіальне значення: крупне досягнення, пробудження, розуміння. Ясність сонячного світла в протилежність нічній невпевненості. Період для планування чи здійснення запланованого. Влада здійснювати зміни, направлені в відповідності власним бажанням. Перетворення. Надія/щастя, ідеал. Безпека і впевненість. Зростання і прогрес. Пункт (точка) балансу, місце перетину протилежностей.
Протилежне до нього примордіальне значення (даґаз не може бути повернено назад, проте може залишатися в опозиції): завершення, кінець, границя, повний круг. Сліпота, безнадійність.